# Zealeuctra claasseni
Zealeuctra claasseni är en bäcksländeart som först beskrevs av Theodore Henry Frison 1929.  Zealeuctra claasseni ingår i släktet Zealeuctra och familjen smalbäcksländor. Inga underarter finns listade i Catalogue of Life.